# 시틀랄테페틀산
시틀랄테페틀산(나와틀어: Citlaltépetl, "별의 산"이란 뜻) 또는 오리사바봉(스페인어: Pico de Orizaba, 문화어: 오리자바 화산)은 높이 5,636m의 성층 화산으로, 멕시코에서 가장 높은 산이며, 북아메리카에서는 세 번째로 높은 산이다.
시에라네바다산맥의 동쪽 끝, 베라크루스주하고 푸에블라주의 경계에 있다.
현재는 화산 활동을 하지 않지만, 완전히 멈춘 것은 아니다. 1687년에 마지막 분화를 했으며, 1630년, 1613년, 1569년, 1566년, 1545-65년(?), 1537년에도 분화한 기록이 있다.

## 같이 보기
- 최고 고도순 나라 목록